# Autocatégorème
L'autocatégorème (substantif masculin), du grec autos (« le même ») et katêgoria (« accusation ») est une figure de style qui consiste à répéter une accusation envers soi délibérée, ou de le feindre, afin de susciter une dénégation de l'interlocuteur. Le locuteur feint souvent de reconnaître les défauts ou les vices qu'on lui attribue mais en les outrant, par une hyperbole généralement de façon telle qu'ils ne paraissent plus vraisemblables. L'effet visé est avant tout rhétorique, par un jeu sur le pathos (sur les sentiments de l'interlocuteur). L'autocatégorème appartient donc à la classe des répétitions visant l'ironie et l'atténuation. Il est proche du chleuasme et de la prospoièse.

## Exemples
- « Oui, mon frère, je suis un méchant, un coupable (...) Mais la vérité pure est que je ne vaux rien » (Molière où Tartuffe tente d'amadouer Orgon, acte III, scène 6).
- « Oui je reconnais mes torts et la pendabilité de mon cas. J'ai été trop honnête et trop naïf, j'ai payé les dettes en argent comptant et non en traites de cavalerie. C'était plus qu'un crime, une faute »

## Définition

### Définition linguistique
L'autocatégorème opère une transformation sémantique par répétition à l'identique (répétition des termes de l'accusation portée vers le locuteur). C'est une figure d'auto-apologie de nature rhétorique, fondée soit sur une antiphrase (d'où son emploi dans le mode ironique) soit sur une hyperbole. L'autocatégorème se remarque par l'emploi souvent immodéré des pronoms personnels de première personne (je) énonciatifs.

### Définition stylistique
L'autocatégorème exploite les ressources rhétoriques de la feinte et de l'émotion, celle d'une argumentation contrée sur la mobilisation du pathos et sur la manipulation des valeurs. Le sophisme peut parfois user de l'autocatégorème.
Son usage montre soit une volonté de persuasion par tous moyens y compris le jeu sur l'affectif, et dans ce cas il feint la confession, soit une incapacité du locuteur à assumer ses propos. L'ironie est souvent la figure recherchée au moyen de l'autocatégorème: l'utilisation conjointe de l'hyperbole et de l'antiphrase avec l'autocatégorème confine à un discours ironique qui est destiné à démontrer la faiblesse du propos de l'interlocuteur ou à une tourner en dérision ses propres paroles.
C'est une figure essentiellement orale: les conversations ordinaires en sont souvent ponctuées, au moyen de petites répliques à destination souvent phatique (le locuteur éprouve la qualité de la communication) telle que : « Suis-je sot! ».

### Genres concernés
L'autocatégorème est privilégié dans le genre dramatique surtout afin d'oraliser le discours (effet de réel) et dans les textes argumentatifs à démonstration convaincante (discours politique, apologie).

## Historique de la notion

### Figures proches
- Figure mère: répétition, hyperbole, antiphrase
- Figures filles: L'hyperchleuasme est un autocatégorème exacerbé (voir l'article chleuasme).

- Paronymes: ironie, apologie, atténuation
- Synonymes: chleuasme est un synonyme absolu pour l'autocatégorème, de même que prospoièse.